# Wang Fan
Wang Fan (228-266), nome de cortesia Yongyuan, era um oficial e astrônomo do estado de Wu Oriental durante o período dos Três Reinos. Ele era de Lujiang (sudoeste da atual condado de Lujiang, Anhui). Era proficiente em matemática e astronomia. Calculou a distância do Sol à Terra, mas seu modelo geométrico não foi correto. Além disso, apresenta o valor numérico de π como 142/45 = 3,155 ... (Schepler 1950, p 168;. Volkov 1997, p 312), não tão preciso quanto o matemático contemporâneo Liu Hui alcançou. Foi executado por Sun Hao, a quem não foi capaz de respeitar.